# RCW 38

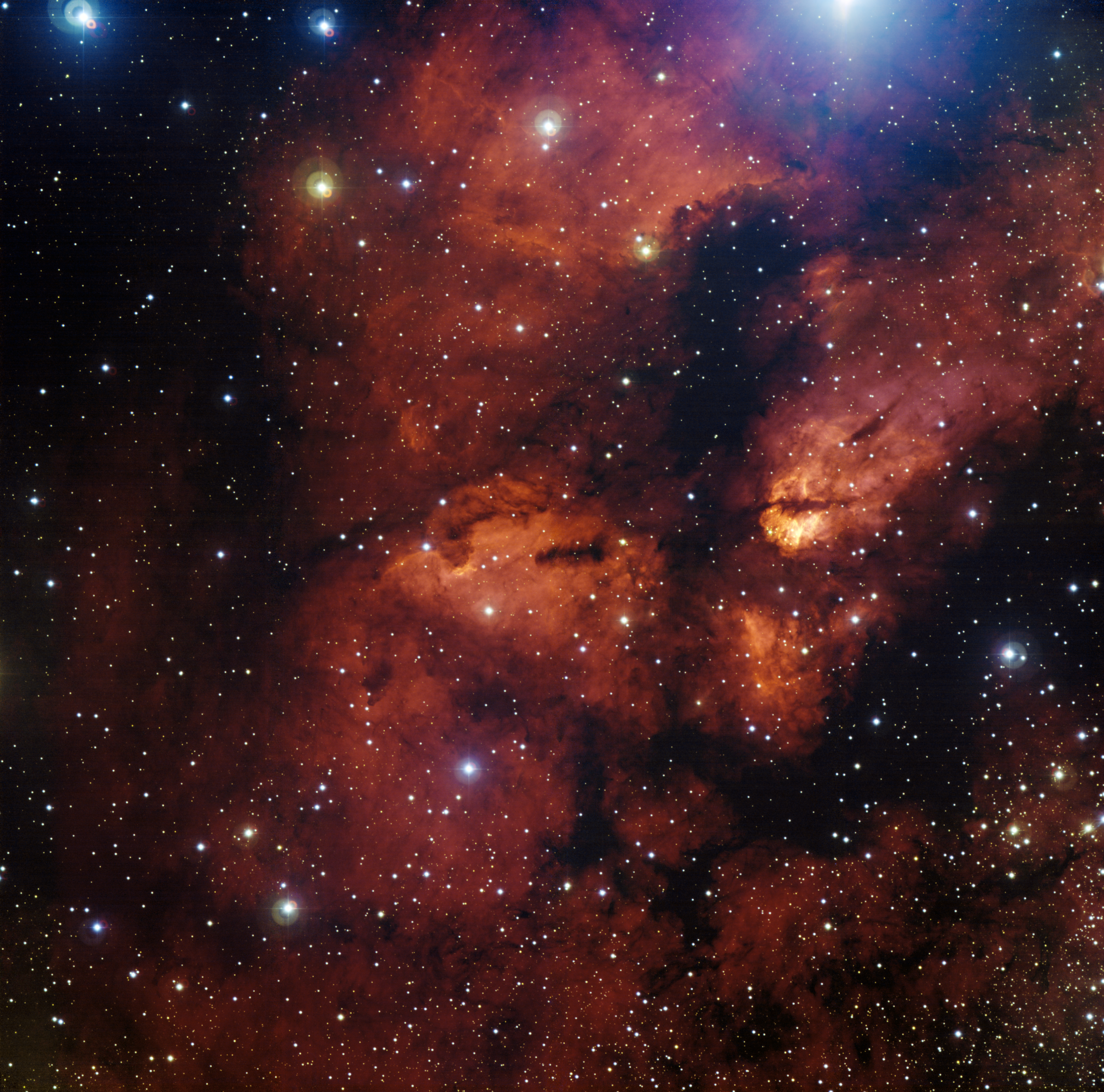
المنطقة الكبيرة المحيطة بتجمع نجمي آر سي دبليو 38.

آر سي دبليو 38  في علم الفلك (بالإنجليزية:) هو تجمع نجمي يبعد عنا نحو 5.500 سنة ضوئية في اتجاه كوكبة الشراع.
يتكون التجمع النجمي من عدة نجوم كبيرة من ذوات العمر القصير. من المرجح أن بعض تلك النجوم سوف ينفجر في المستقبل في هيئة مستعرات عظمى.

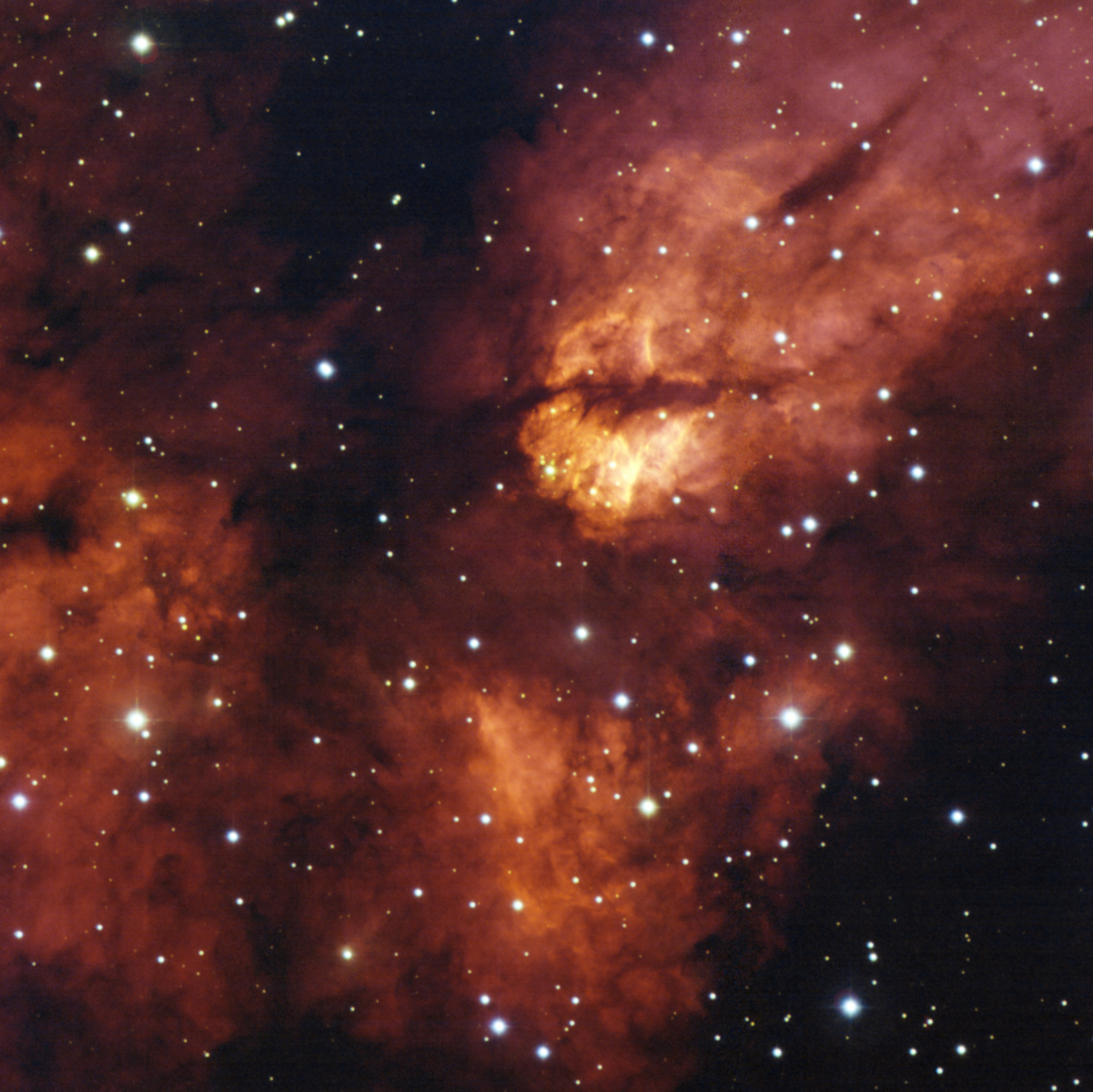
تجمع نجمي آر سي دبليو وما حوله، ويرى في اتجاه كوكبة الشراع.

## اقرأ أيضا
- أر سي دبليو
- كرة بوك
- ولادة النجوم
- نجم أولي